# プラシャーンティ・ニラヤム

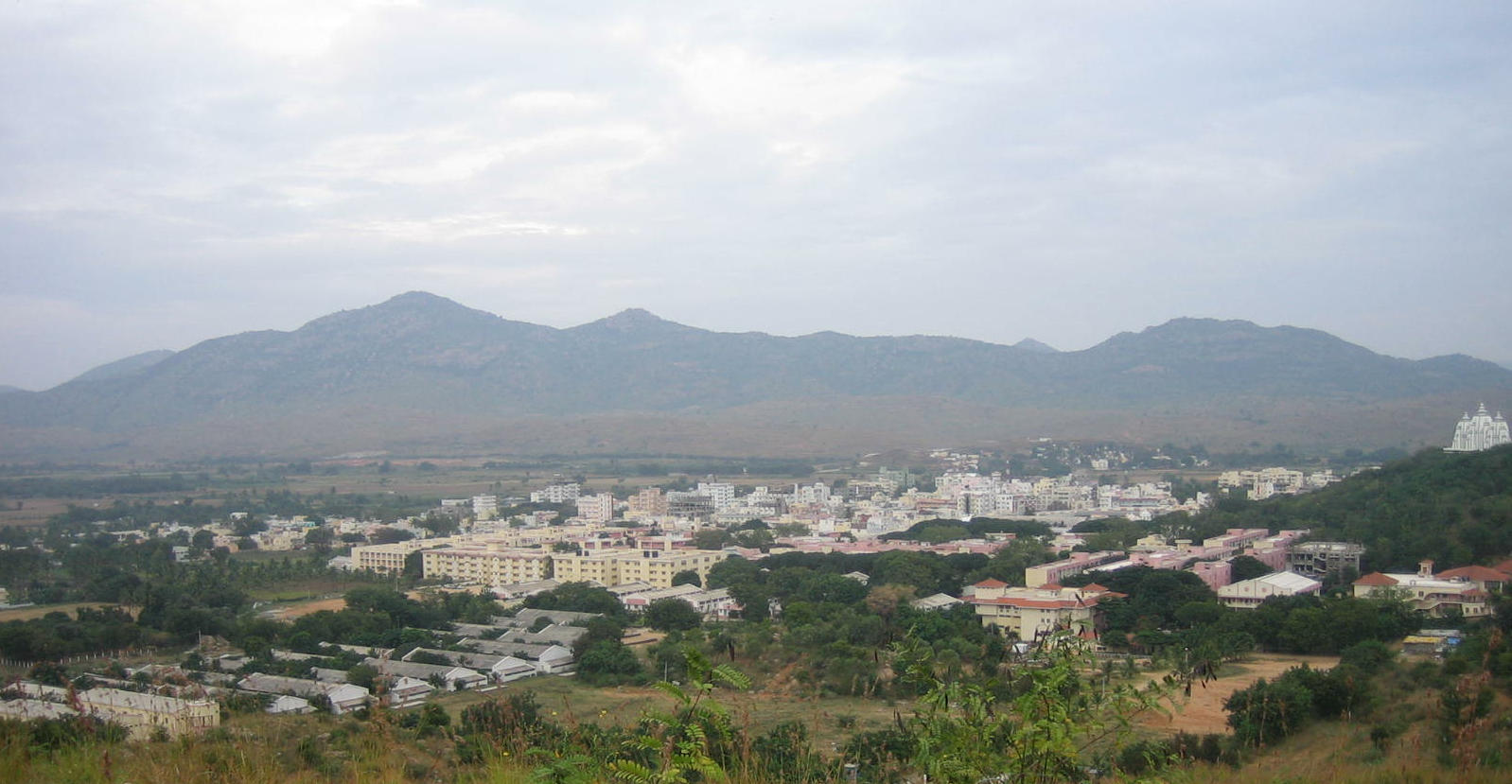
遠景

プラシャーンティ・ニラヤム（Prasanthi Nilayam）は、インドの教育者・社会奉仕者であり霊的指導者であるサティヤ・サイ・ババ の主要アシュラムの名称。南インド、アーンドラ・プラデーシュ州アナンタプラム県プッタパルティ村に所在する。プラシャーンティ・ニラヤムとは、「至高の平安の住まい」という意味を示し、アシュラムでは、何千人もの信奉者に対して日々のダルシャンが授けられている。